# Ajuntament de la Seu d'Urgell
La Batllia de La Seu d'Urgell o Ajuntament de La Seu d'Urgell (Batllia d'Urgell, antigament) és l'administració pública que té més responsabilitat política a la ciutat de La Seu d'Urgell i que representa a tots els ciutadans del municipi.
Els seus responsables polítics són escollits per sufragi universal pels ciutadans de La Seu amb dret a vot, en eleccions celebrades cada quatre anys.
La Casa de la Ciutat es troba a la Plaça dels Oms, situada al centre històric de La Seu d'Urgell. A la dreta de La Batllia hi ha la Catedral de Santa Maria d'Urgell i a l'esquerra Sant Domènec, molt a prop hi ha el Museu de Sant Ermengol (Espai Ermengol).
L'Ajuntament té la seu a la Casa de la Ciutat, un edifici datat del 1473 i construït damunt l'antiga església de Santa Eulàlia.

## Grups municipals: Regidors per partits
| Compromis x LaSeu (PSC) | Junts X La Seu                                                  | ERC                                                   | CUB                             |
| --- | --------------------------------------------------------------- | ----------------------------------------------------- | ------------------------------- |
| 1. Joan Barrera 2. David Servat 3. Gemma Tò 4. Christina Moreno 5. Bàrbara Romeu 6. Antoni Nadal 7. Paqui Gómez 8. Jordi Mas | 1. Jordi Fàbrega 2. Carme Espuga 3. Joan Llobera 4. Urgell Isus | 1. Francesc Viaplana 2. Marian Lamolla 3. Núria Tomàs | 1. Núria Valls 2. Miquel Albero |

## Govern municipal[2]
| Persona                 | Partit             | Càrrec |
| ----------------------- | ------------------ | --- |
| Joan Barrera Aranda     | Compromís x La Seu | Batlle, Regidor de Cultura i Patrimoni, i també de Castellciutat |
| David Servat Cirera     | Compromís x La Seu | Primer tinent d'alcalde. Àrea d'Urbanisme i Medi Ambient. Regidor d'Urbanisme i Mobilitat, Centre històric i Sostenibilitat i Medi Ambient.                                                        |
| Gemma Tò Selva          | Compromís x La Seu | Segon tinent d'alcalde. Àrea de Finances i Promoció Econòmica. Regidora d'Hisenda, Règim Intern, Empresa, turisme i ocupació i Comerç, fires i mercats.                                            |
| Christina Moreno Castro | Compromís x La Seu | Tercera tinent d'alcalde. Àrea de Cultura, Educació i Acció Social. Regidora d'Educació, Serveis socials, Polítiques d'igualtat, Joventut i infància, Escoles Municipals, Biblioteca i Festes.     |
| Bàrbara Romeu Lledó     | Compromís x La Seu | Regidora d'esports. |
| Antoni Nadal Majoral    | Compromís x La Seu | Regidor de Via Pública i Serveis Municipals, Seguretat Ciutadana, Barris i Parcs i Jardins. |
| Paqui Gómez Raya        | Compromís x La Seu | Regidora de Gent gran i Salut |
| Jordi Mas Ortega        | Compromís x La Seu | Adjunt a l'Àrea de Finances i Promoció Econòmica. Transparència i comunicació, OAC, Noves tecnologies, Participació ciutadana, Habitatge, Solidaritat i Cooperació, Treball fronterer i Cementiri. |

## Resultats de les eleccions municipals de 2023 a la Seu d'Urgell
A les eleccions municipals del 2023 el partit més votat ha estat Compromís x La Seu (PSC) amb el 42,76% dels vots i 8 regidors. La segona força ha estat Junts x La Seu, amb el 22,58% dels vots i 4 regidors. Finalment, ERC ha obtingut un 15,13% dels vots i dos regidors,  i la CUP ha obtingut un 11,78%, proporcionant-los-hi dos regidors.

### Resultats històrics
| Partits                               | 2015       | 2011       | 2007       | 2003       | 1999       | 1995        | 1991        |
| ------------------------------------- | ---------- | ---------- | ---------- | ---------- | ---------- | ----------- | ----------- |
| PSC-PM                                | 6 (27,64%) | 6 (31,74%) | 6 (32,81%) | 7 (38,10%) | 8 (43,70%) | 10 (52,09%) | 10 (52,23%) |
| CiU                                   | 7 (34,01%) | 8 (31,71%) | 5 (27,76%) | 3 (17,09%) | 3 (18,15%) | 5 (26,27%)  | 5 (28,47%)  |
| ERC-AM                                | 3 (17,24%) | 1 (8,83%)  | 4 (22,53%) | 6 (34,61%) | 5 (29,50%) | 1 (8,49%)   | 1 (6,77%)   |
| CUB                                   | 1 (8,52%)  | -          | -          | -          | -          | -           | -           |
| PPC                                   | -          | 1 (7,85%)  | 1 (6,63%)  | 1 (5,18%)  | 1 (7,26%)  | 1 (9,48%)   | 1 (8,74%)   |
| ICV-EUiA-Entesa pel Progrés Municipal | -          | 1 (5,51%)  | 1 (7,56%)  | -          | -          | -           | -           |

## Batlle Municipal
El Batlle Municipal és la màxima autoritat de l'Ajuntament i de la ciutat de La Seu d'Urgell. L'actual batlle es l'Albert Batalla, escollit democràticament en les darreres eleccions municipals de 2015.

### Llista de Batlles de la Seu d'Urgell
| Període     | Alcalde o alcaldessa       | Partit polític                 | Data de possessió     | Observacions |
| ----------- | -------------------------- | ------------------------------ | --------------------- | ------------ |
| 1979–1983   | Amadeu Gallart Sort        | independents                   | 19/04/1979            | --           |
| 1983–1987   | Joan Ganyet                | Logotip del PSC                | 23/05/1983            | --           |
| 1987–1991   | Joan Ganyet                | Logotip del PSC                | 30/06/1987            | --           |
| 1991–1995   | Joan Ganyet                | Logotip del PSC                | 15/06/1991            | --           |
| 1995–1999   | Joan Ganyet                | Logotip del PSC                | 17/06/1995            | --           |
| 1999–2003   | Joan Ganyet                | Logotip del PSC                | 03/07/1999            | --           |
| 2003–2007   | Jordi Ausàs                | Logotip d'ERC                  | 14/06/2003            | --           |
| 2007–2011   | Jordi Ausàs Albert Batalla | Logotip d'ERC · Logotip de CiU | 16/06/2007 04/04/2008 | --           |
| 2011–2015   | Albert Batalla             | Logotip de CiU                 | 11/06/2011            | --           |
| 2015–2019   | Albert Batalla             | Logotip de CiU                 | 13/06/2015            | --           |
| 2019-2023   | n/d                        | n/d                            | 15/06/2019            | --           |
| Des de 2023 | n/d                        | n/d                            | 17/06/2023            | --           |

## Equipaments municipals
La Batllia disposa de:

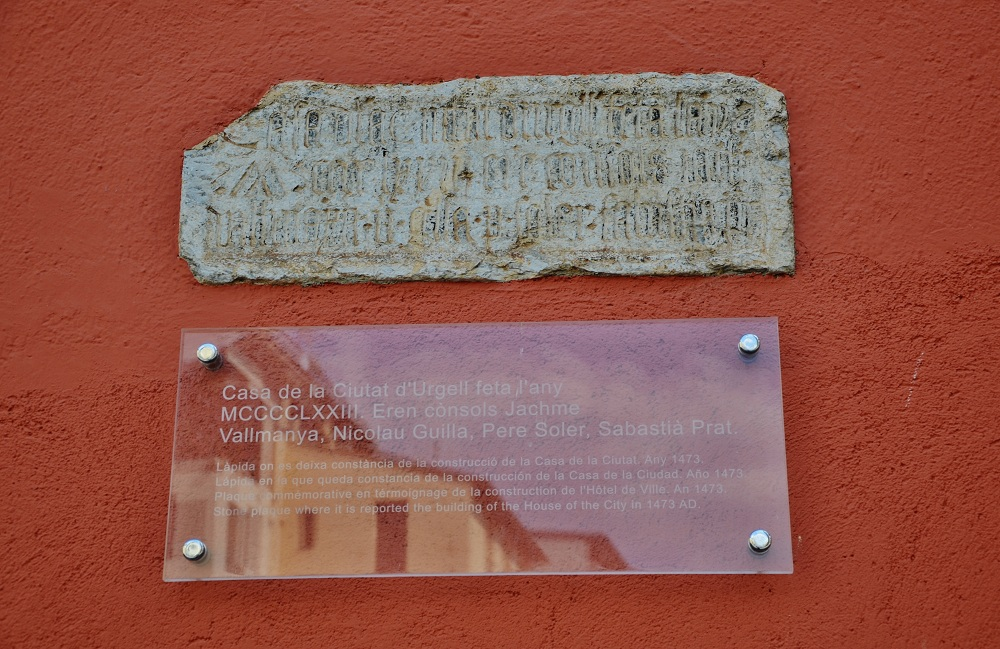
Placa de la Casa de la Ciutat

- Casa Consistorial: La Casa de la Ciutat, és una edificació declarada Bé cultural d'interès local de la ciutat de La Seu d'Urgell, ciutat capital de l'Alt Urgell i seu del Bisbat d'Urgell. En aquest edifici hi té la seu l'Ajuntament de la Seu d'Urgell.
- Espai Ermengol (Oficina de Turisme i Museu de la Ciutat): L'Espai Ermengol és el museu més important de la ciutat ubicat al carrer Major, número 8, de la Seu d'Urgell. Es tracta d'un centre d'interpretació que té l'objectiu de difondre el patrimoni cultural de la zona. L'espai disposa de dues exposicions permanents i una de temporal, on es tracten temes locals, la figura del Bisbe Ermengol i el món del formatge. També incorpora una oficina de turisme.
- Sant Domènec: L'Església de Sant Domènec actualment és una sala d'exposicions de la ciutat pirinenca de La Seu d'Urgell (Alt Urgell).
- Centre Cívic: El Centre Cívic amb quatre despatxos a disposició d'entitats i una sala polivalent per a exposicions, xerrades i actes de diferent format. També disposa d'un espai al segon pis i un bar i un casal adjunts. Disposa de wi-fi.[4]
- L'Escorxador:
- RàdioSeu: Emissora municipal
- Passeig Joan Brudieu: El Passeig de Joan Brudieu és un passeig, paral·lel al carrer Major, de la ciutat pirinenca de la Seu d'Urgell, a l'Alt Urgell.

## Consells municipals[2]
Es divideix en cinc consells municipals:
- Consell Municipal d'Infants, òrgan consultiu i de participació que està format per infants de 7 a 12 anys que estudien a les escoles del municipi.
- Consell Municipal de Joves, òrgan d'informació, consulta i participació on gent jove de la ciutat pot expressar la seua opinió.
- Consell Escolar Municipal, organisme de consulta sobre l'ensenyament a la ciutat.
- Consell Municipal de Solidaritat i Cooperació, organisme per debatre sobre la participació en ONGs.
- Consell Municipal de Sostenibilitat

## Organismes
- Patronat de l'Emisora Municipal: RàdioSeu 107.2FM

- Mancomunitat d'Escombaries de l'Urgellet

- Mancomunitat de municipis per a la Promoció de l'Esquí Nòrdic

- Consorci d'atenció a les persones de l'Alt Urgell

- Parc Olímpic del Segre S.A. (Empresa amb participació pública)

- Turisme de La Seu S.A. (Empresa amb participació pública)

- Habitatge i Urbanisme La Seu S.L.U. (Empresa amb participació pública)

### La Síndica Municipal de Greuges
La institució de la defensora del ciutadà de La Seu d'Urgell és un servei a la ciutadania i s'entén com un nou punt de proximitat i de relació entre la ciutadania i el món local. És dedica a defensar els drets de la ciutadania a la institució. Disposa de depatx obert de 10h a les 12h, dimecres i divendres.